# ايبي هوف
ايبي هوف (بالإنجليزية: Ebbe Hoff)‏ هو عالم أمريكي، ولد في 12 أغسطس 1906، وتوفي في 17 فبراير 1985.